# Mohammed El Hankouri
Mohammed El Hankouri (arabisch محمد الحنكوري, DMG Muḥammad al-Ḥankūrī; * 1. Juli 1997 in Rotterdam) ist ein marokkanisch-niederländischer Fußballspieler.

## Karriere

### Verein
Nach seinen Anfängen in seiner Heimatstadt in der Jugend von Spartaan '20 wechselte er im Sommer 2008 in die Jugendabteilung von Feyenoord Rotterdam. Im Sommer 2016 wurde er dort in den Kader der ersten Mannschaft in der Eredivisie aufgenommen und feierte am 27. August 2016, dem 4. Spieltag, beim 4:1-Heimsieg gegen Excelsior Rotterdam sein Profidebüt, als er in der 82. Spielminute für Steven Berghuis eingewechselt wurde. Am Ende der Saison 2016/17 wurde er mit seiner Mannschaft niederländischer Meister. Um Spielpraxis zu sammeln, wurde er im Sommer 2017 für eine Spielzeit ligaintern an Willem II Tilburg verliehen. Nachdem er nach seiner Rückkehr nur zu fünf Ligaeinsätzen gekommen war, wurde er im Winter 2019 für den Rest der Spielzeit innerhalb der Liga an den FC Groningen verliehen, der ihm im Sommer 2019 schließlich fest verpflichtete.
Im Sommer 2022 wechselte er nach Deutschland zum Zweitligisten 1. FC Magdeburg. Im Sommer 2025 endete sein Vertrag in Magdeburg.

### Nationalmannschaft
El Hankouri kam zunächst im Herbst 2016 zu einem Einsatz in der U20-Nationalmannschaft des niederländischen Fußballverbands, bevor er ab Herbst 2018 für die U23-Nationalmannschaft des marokkanischen Fußballverbands zu zwei Einsätzen kam.

## Erfolge
Feyenoord Rotterdam
- Niederländischer Meister: 2017
- Niederländischer Supercup: 2019